# Futterquotient
Der Futterquotient ist in der Tierproduktion ein Maß für die Effizienz bei der Umwandlung von Futter-Masse zur Erhöhung der Körpermasse.
Futterquotient [-] = aufgenommenes Futter [kg] / Zuwachs [kg]
Tiere, die einen geringen FQ haben, sind effiziente Verwender von Futtermitteln.
Schafe und Rinder brauchen mehr als 8 kg Futter auf 1 kg Lebendgewicht. 
Die Schweine-Industrie behauptet, ein FQ von 2,69 bis 3,0 zu haben. (1)
Atlantische Lachse haben offenbar eine sehr gute FQ, etwa 1,2.
Um eine nachhaltige Produktion tierischer Proteine zu erreichen, bedarf es eines FQ von 1,0.